# Стависький (фільм)
«Ставіски» (фр. «Stavisky») — французький фільм режисера Алена Рене з Жаном-Полем Бельмондо у головній ролі, випущений 15 травня 1974 року.

## Сюжет
В основі фільму лежать реальні події — історія життя афериста, чиє викриття в 1934 році викликало спробу державного перевороту у Франції.
Серж Олександр Стависький (Жан-Поль Бельмондо) народився і виріс в Російській імперії під Києвом в кінці XIX століття в родині дантиста і втік до Франції. Там, приховуючи своє єврейське походження через антисемітські настрої, він приймається будувати свою фінансову імперію. Наповнюючи Францію фальшивими угорськими облігаціями, він живе на широку ногу і поступово збільшує свій вплив, підкуповуючи чиновників і користуючись підтримкою високопоставлених осіб, до яких він втерся в довіру. Намагаючись приховати своє злочинне минуле, він також змушений стати поліцейським інформатором. Посиливши свої позиції в суспільстві, він починає таємно фінансувати ліві партії і Льва Троцького, який отримав в 1933 році політичний притулок у Франції. Тим часом праві починають готувати викриття Стависького, отримавши інформацію про його минуле і про його фінансові махінації. На початку 1934 року інформація, нарешті, набула розголосу, що спричинило за собою зміну уряду. A Стависький, який вже багато років страждав від прогресуючої шизофренії, наклав на себе руки.

## У ролях
- Жан-Поль Бельмондо — Олександр Стависький
- Франсуа Пер'є — Альберт Бореллі
- Анні Дюпре — Арлетт
- Майкл Лонсдейл — доктор Мезі
- Роберто Бізакко — Жуан Монтальво де Монтальбан
- Клод Ріш — інспертор Бонні
- Шарль Буайє — барон Жан Рауль
- Жерар Депардьє — винахідник
- Нільс Ареструп — Рудольф Клемент, секретар Троцького
- Ів Піно — Лев Троцький
- Домінік Роллін — Лев Сєдов
- Кетрін Селлерс — Наталія Сєдова
- Франсуа Летерьє — Андре Мальро

## Знімальна група
- Режисер — Ален Рене
- Сценарій — Хорхе Семпрун
- Продюсер — Жан-Поль Бельмондо, Жорж Дансіжер, Олександр Мнушкін
- Оператор — Саша В'єрні
- Композитор — Стівен Сондхайм
- Художник — Жак Солньє, Жаклін Моро
- Монтаж — Альбер Юргенсон